# Julio Edgar Cabrera Ovalle
Julio Edgar Cabrera Ovalle (ur. 22 sierpnia 1939 w San Juan Comalapa) – gwatemalski duchowny rzymskokatolicki, w latach 2001–2020 biskup Jalapa.

## Życiorys
Święcenia kapłańskie otrzymał 1 grudnia 1963 i został inkardynowany do archidiecezji Santiago de Guatemala. Pełnił funkcje m.in. formatora w seminarium w Gwatemali, kanclerza kurii, a także przewodniczącego
Stowarzyszenia Seminariów Ameryki Łacińskiej i proboszcza kilku parafii w Gwatemali.

### Episkopat
31 października 1986 papież Jan Paweł II mianował go biskupem Santa Cruz del Quiché i 6 stycznia 1987 osobiście udzielił mu sakry biskupiej. 5 grudnia 2001 ten sam papież przeniósł go na stolicę biskupią Jalapa.
30 marca 2020 przeszedł na emeryturę.